# Het Rijk van de Ouderlingen
Het Rijk van de Ouderlingen is een fictief rijk uit de boekenseries: De boeken van de Zieners, De boeken van de Levende Schepen en De boeken van de Nar. De wereld is gecreëerd door Robin Hobb, wat een pseudoniem is van Margaret Lindholm.

## Kolonisatie
Beijerstad, de Wilde Regenlanden, de Pirateneilanden en andere gebieden zijn vanuit Jamiallia gekoloniseerd. Dat volledige verhaal staat in het hoofdartikel.

## Geografie
De grote wereld heeft boven de Zes Hertogdommen ruime ijsvlakten en onder Jamaillia een tropisch klimaat, dus bevindt zich waarschijnlijk op het noordelijk halfrond van een bolvolmige wereld. Het Rijk is in verschillende staten opgesplitst:

### Het Koninkrijk van De Zes Hertogdommen
De Zes hertogdommen liggen ten westen van de Buiteneilanden en ten oosten van het Bergrijk. Zoals de naam al zegt bestaat het koninkrijk uit zes hertogdommen:
De kusthertogdommen
- Holt
- Hertensprong
- Kolktij
- Schoof

De binnenhertogdommen
- Gaarde
- Dracht

### De Buiteneilanden/Gods Runen
De buiteneilanden zijn ruw en bergachtig met diepe fjorden. De kou heeft de eilanden het gehele jaar in zijn greep. Hoewel de eilanden erg groot zijn, is slechts een klein deel van de eilanden bewoonbaar. Er zijn geen grote steden, maar stadstaten die ieder hun eigen onafhankelijkheid hebben. Tijdens de oorlog met de Rode Kapers slaagde Kebal Rauwbrood erin om samen met de inwoners een alliantie te vormen. Om deze alliante sterk te maken werd de zogenaamde Hetgurd gevormd.

### Het Bergrijk
Een rijk hoog in de bergen, met als hoofdstad Jhaampe. Koningin Kettricken en de moeder van FitzChevalric Ziener komen uit dit land, die hun vorst het Offer van het volk noemen. Het grenst in het oosten aan de Zes Hertogdommen en ligt ten noorden van Kwarts en de Wilde Regenlanden. De ouderlingen zouden hier of uit een land achter het Bergrijk vandaan komen.

### Kwarts
Een hertogdom dat in de ogen van anderen als barbaars wordt gezien. De mannen hebben er ruwere manieren van met elkaar omgaan, en de vrouwen worden meer als lustobjecten dan als mensen gezien. De economie van Kwarts is vooral op de slavernij gebaseerd.
De satraap van Jamaillia, Cosgo, voelt zich erg aangetrokken tot dit land met al zijn lichamelijke lusten. Het grenst aan de Zes Hertogdommen in het oosten, de Wilde Regenlanden in het westen, het Bergrijk in het noorden en de Gedoemde Kust in het zuiden.

### De Wilde Regenlanden
Een betoverd land vol exotische magie. De belangrijkste rivier, de Wilde Regenrivier, eist grote lichamelijke en geestelijke offers van het volk. De rivier is melkwit en bijtend voor het hout van schepen, waardoor alleen de Levende Schepen van Beijerstad handel kunnen drijven met het regenvolk. De grootste stad aan de Wilde Regenrivier heet Trehaug, en bestaat uit vele hutten aan boomtakken. Op het vasteland, naast Trehaug, bevindt zich hiereen stad van de Ouderlingen, met al hun oeroude magie, en de oude cocons van draken die later als toverhout werden gebruikt. Wie net zoals de draak Tintaglia verder de rivier afreist komt nog meer ouder steden tegen van de Ouderlingen. De Wilde Regenlanden en de Regenrivier spelen een belangrijke rol in de boeken van de levende schepen.
Het grenst in het noorden aan het Bergrijk en in het oosten aan Kwarts.

### De Satrapie Jamaillia
Ligt veel zuidelijk, met als hoofdstad de gelijknamige witte stad Jamaillia. Hier zetelt de satraap van Jamaillia, eigenaar van de Pareltroon, die ook heerser van Beijerstad is.
De kloof tussen de edelen en burgers is groot in Jamaillia, en burgers met schulden worden al snel als slaven verkocht aan Kwarts.
Zie ook: Jamaillia

Zie ook: Beijerstad

### De Pirateneilanden
Een verzameling eilanden ten oosten van de Gedoemde Kust die de scheiding tussen de Binnen- en Buitenpassage vormt. Veel 'outlaws', hoeren, ex-slaven en scheeplui hebben zich gevestigd op de eilanden, op zoek naar een beter bestaan of op de vlucht voor de wet. De grote ambitie van kapitein Kennit, een van de hoofdpersonages in De boeken van de Levende Schepen, is koning worden van dit niemandsland.

## Religie
El en Eda
In de boeken van Robin Hobb worden over meerdere goden gesproken. In de Zes Hertogdommen en de Buiteneilanden wordt geloofd in de goden El en Eda. El en Eda paarden bij nacht, waarna Eda het land schiep en El het water. Om El te vleien maakte Eda verscheidene eilanden in de oceaan in zijn onbegrijpelijke runen; de Buiteneilanden/Gods Runen. In de Zes Hertogdommen verkiest men de vredelievende godin Eda, op de Buiteneilanden de wrede god El.
Sa
Zuidelijker gelooft men in Sa, die voor vrouwen een godin is, en voor mannen een god. Er zijn verscheidene andere religie, zoals de vereerders van de slagengod op de Pirateneilanden, die de aanhangers van Sa als een facet van hun god zien. Een veelgedaan offerritueel aan Sa is het koken van wijn.

## Taal
Over alle landgrenzen heen spreekt men een taal met dezelfde wortels, maar met verschillende dialecten en uitspraken, die niet erg veel onder de loep worden genomen.

In Jamaillia, Beijerstad en de Pirateneilanden wordt Jamialliaans gesproken, maar het accents verschilt per gebied. Hobb vertelt ons dat Jamaillianen uit de hoofdstad de -n klanken aan het einde van de woorden inslikken en dat de taal van de Zes Hertogdommen en Gods Runen dicht aan elkaar verwant zijn. Ook wordt er verscheidene woordjes Kwarts in de boeken gesproken.

## Levende Schepen, Ouderlingen, Draken en Zeeslangen
Levende Schepen worden gemaakt door de bewoners van de Wilde Regenlanden. De grondstof voor deze schepen is toverhout, dat het materiaal is van cocons van draken. Draken worden geboren als zeeslangen, die na aankomst op een geschikte plaats aan de Wilde Regenrivier verpoppen tot een cocon, die ze spinnen van een speciaal soort zand en hun herinneringen, om na de winter onder invloed van zonlicht hun cocon open te breken en op te eten als volwassen draken.
Eens is de rivier door een aardbeving veranderd terwijl er cocons aan de oever lagen, die hierdoor verwoest dreigden te worden. Een aantal van deze cocons zijn gered, maar hebben lange tijd buiten zonlicht gelegen.
De Wilde Regenlanders kregen de cocons op een gegeven moment tot hun beschikking en ze ontdekten dat toverhout bijzondere eigenschappen heeft. Ze begonnen de cocons open te splijten om er schepen van te bouwen. Wanneer een cocon opengemaakt wordt sterft de draak die erin zit.